# لیندا چانگ
لیندا چانگ (انگلیسی: Linda Chung؛ زادهٔ ۹ آوریل ۱۹۸۴) یک خواننده اهل کانادا است.

## فیلموگرافی
تلویزیون
- توله ببر(2014)
- حافظ برادر(2013)
- گمشده شما(2012)
- شاهد ناامنی(2012)
- خانه هماهنگی و انتقام(2012)
- بابای کردار نیک(2012)
- رودخانه ای از شراب(2011)

فیلم
- 72مستاجر از رفاه(2010)
- L برای عشق ♥ L برای دروغ(2008)
- عشق نه در سراسر(2007)